# Chặng đua MotoGP Ấn Độ 2023
Chặng đua MotoGP Ấn Độ 2023 là chặng đua thứ 13 của mùa giải đua xe MotoGP 2023. Chặng đua diễn ra từ ngày 22/09/2023 đến ngày 24/09/2023 ở trường đua Buddh, Ấn Độ. Đây cũng là lần đầu tiên Ấn Độ tổ chức một chặng đua MotoGP.
Jorge Martin của đội đua Pramac Racing đã giành chiến thắng cuộc đua Sprint race, còn Marco Bezzecchi của đội đua VR46 giành chiến thắng đua chính thể thức MotoGP. Ở cuộc đua chính thì Francesco Bagnaia phải bỏ cuộc nhưng anh vẫn dẫn đầu bảng xếp hạng tổng với 292 điểm.

## Kết quả phân hạng thể thức MotoGP
| Fastest session lap |

| Stt                | Số xe | Tay đua               | Xe      | Kết quả      | Kết quả  |
| Stt                | Số xe | Tay đua               | Xe      | Q1           | Q2       |
| ------------------ | ----- | --------------------- | ------- | ------------ | -------- |
| 1                  | 72    | Marco Bezzecchi       | Ducati  | Vào thẳng Q2 | 1:43.947 |
| 2                  | 89    | Jorge Martín          | Ducati  | Vào thẳng Q2 | 1:43.990 |
| 3                  | 1     | Francesco Bagnaia     | Ducati  | Vào thẳng Q2 | 1:44.203 |
| 4                  | 10    | Luca Marini           | Ducati  | Vào thẳng Q2 | 1:44.215 |
| 5                  | 36    | Joan Mir              | Honda   | Vào thẳng Q2 | 1:44.454 |
| 6                  | 93    | Marc Márquez          | Honda   | Vào thẳng Q2 | 1:44.469 |
| 7                  | 5     | Johann Zarco          | Ducati  | Vào thẳng Q2 | 1:44.515 |
| 8                  | 20    | Fabio Quartararo      | Yamaha  | Vào thẳng Q2 | 1:44.724 |
| 9                  | 12    | Maverick Viñales      | Aprilia | Vào thẳng Q2 | 1:44.741 |
| 10                 | 41    | Aleix Espargaró       | Aprilia | Vào thẳng Q2 | 1:44.750 |
| 11                 | 25    | Raúl Fernández        | Aprilia | 1:44.410     | 2:16.885 |
| 12                 | 73    | Álex Márquez          | Ducati  | 1:44.519     | NC       |
| 13                 | 49    | Fabio Di Giannantonio | Ducati  | 1:44.529     | N/A      |
| 14                 | 33    | Brad Binder           | KTM     | 1:44.651     | N/A      |
| 15                 | 30    | Takaaki Nakagami      | Honda   | 1:44.735     | N/A      |
| 16                 | 43    | Jack Miller           | KTM     | 1:45.030     | N/A      |
| 17                 | 21    | Franco Morbidelli     | Yamaha  | 1:45.037     | N/A      |
| 18                 | 37    | Augusto Fernández     | KTM     | 1:45.066     | N/A      |
| 19                 | 88    | Miguel Oliveira       | Aprilia | 1:45.375     | N/A      |
| 20                 | 44    | Pol Espargaró         | KTM     | 1:45.452     | N/A      |
| 21                 | 6     | Stefan Bradl          | Honda   | 1:45.517     | N/A      |
| 22                 | 51    | Michele Pirro         | Ducati  | 1:46.147     | N/A      |
| Kết quả chính thức |       |                       |         |              |          |

## Kết quả Sprint race
| Stt                                                              | Số xe | Tay đua               | Đội đua                      | Xe      | Lap | Kết quả        | Xuất phát | Điểm |
| ---------------------------------------------------------------- | ----- | --------------------- | ---------------------------- | ------- | --- | -------------- | --------- | ---- |
| 1                                                                | 89    | Jorge Martín          | Prima Pramac Racing          | Ducati  | 11  | 19:18.836      | 2         | 12   |
| 2                                                                | 1     | Francesco Bagnaia     | Ducati Lenovo Team           | Ducati  | 11  | +1.389         | 3         | 9    |
| 3                                                                | 93    | Marc Márquez          | Repsol Honda Team            | Honda   | 11  | +2.405         | 6         | 7    |
| 4                                                                | 33    | Brad Binder           | Red Bull KTM Factory Racing  | KTM     | 11  | +2.904         | 13        | 6    |
| 5                                                                | 72    | Marco Bezzecchi       | Mooney VR46 Racing Team      | Ducati  | 11  | +3.266         | 1         | 5    |
| 6                                                                | 20    | Fabio Quartararo      | Monster Energy Yamaha MotoGP | Yamaha  | 11  | +4.327         | 8         | 4    |
| 7                                                                | 43    | Jack Miller           | Red Bull KTM Factory Racing  | KTM     | 11  | +7.172         | 15        | 3    |
| 8                                                                | 12    | Maverick Viñales      | Aprilia Racing               | Aprilia | 11  | +8.798         | 9         | 2    |
| 9                                                                | 25    | Raúl Fernández        | CryptoData RNF MotoGP Team   | Aprilia | 11  | +10.530        | 11        | 1    |
| 10                                                               | 49    | Fabio Di Giannantonio | Gresini Racing MotoGP        | Ducati  | 11  | +10.826        | 12        |      |
| 11                                                               | 37    | Augusto Fernández     | GasGas Factory Racing Tech3  | KTM     | 11  | +11.456        | 17        |      |
| 12                                                               | 88    | Miguel Oliveira       | CryptoData RNF MotoGP Team   | Aprilia | 11  | +15.415        | 18        |      |
| 13                                                               | 30    | Takaaki Nakagami      | LCR Honda Idemitsu           | Honda   | 11  | +17.437        | 14        |      |
| 14                                                               | 51    | Michele Pirro         | Ducati Lenovo Team           | Ducati  | 11  | +23.714        | 21        |      |
| 15                                                               | 21    | Franco Morbidelli     | Monster Energy Yamaha MotoGP | Yamaha  | 11  | +36.468        | 16        |      |
| Ret                                                              | 41    | Aleix Espargaró       | Aprilia Racing               | Aprilia | 7   | Ngã xe         | 10        |      |
| Ret                                                              | 5     | Johann Zarco          | Prima Pramac Racing          | Ducati  | 6   | Ngã xe         | 7         |      |
| Ret                                                              | 36    | Joan Mir              | Repsol Honda Team            | Honda   | 3   | Ngã xe         | 5         |      |
| Ret                                                              | 10    | Luca Marini           | Mooney VR46 Racing Team      | Ducati  | 0   | Va chạm        | 4         |      |
| Ret                                                              | 44    | Pol Espargaró         | GasGas Factory Racing Tech3  | KTM     | 0   | Va chạm        | 19        |      |
| Ret                                                              | 6     | Stefan Bradl          | LCR Honda Castrol            | Honda   | 0   | Va chạm        | 20        |      |
| DNS                                                              | 73    | Álex Márquez          | Gresini Racing MotoGP        | Ducati  |     | Không tham gia |           |      |
| Fastest sprint lap: Marco Bezzecchi (Ducati) – 1:44.556 (lap 11) |       |                       |                              |         |     |                |           |      |
| Kết quả chính thức                                               |       |                       |                              |         |     |                |           |      |

- Álex Márquez bị chấn thương ở phiên phân hạng nên rút tên khỏi danh sách thi đấu.[6]

## Kết quả đua chính thể thức MotoGP
| Stt                                                      | Số xe | Tay đua               | Đội đua                      | Xe      | Lap | Kết quả        | Xuất phát | Điểm |
| -------------------------------------------------------- | ----- | --------------------- | ---------------------------- | ------- | --- | -------------- | --------- | ---- |
| 1                                                        | 72    | Marco Bezzecchi       | Mooney VR46 Racing Team      | Ducati  | 21  | 36:59.157      | 1         | 25   |
| 2                                                        | 89    | Jorge Martín          | Prima Pramac Racing          | Ducati  | 21  | +8.649         | 2         | 20   |
| 3                                                        | 20    | Fabio Quartararo      | Monster Energy Yamaha MotoGP | Yamaha  | 21  | +8.855         | 7         | 16   |
| 4                                                        | 33    | Brad Binder           | Red Bull KTM Factory Racing  | KTM     | 21  | +12.643        | 12        | 13   |
| 5                                                        | 36    | Joan Mir              | Repsol Honda Team            | Honda   | 21  | +13.214        | 4         | 11   |
| 6                                                        | 5     | Johann Zarco          | Prima Pramac Racing          | Ducati  | 21  | +14.673        | 6         | 10   |
| 7                                                        | 21    | Franco Morbidelli     | Monster Energy Yamaha MotoGP | Yamaha  | 21  | +16.946        | 15        | 9    |
| 8                                                        | 12    | Maverick Viñales      | Aprilia Racing               | Aprilia | 21  | +17.191        | 8         | 8    |
| 9                                                        | 93    | Marc Márquez          | Repsol Honda Team            | Honda   | 21  | +19.118        | 5         | 7    |
| 10                                                       | 25    | Raúl Fernández        | CryptoDATA RNF MotoGP Team   | Aprilia | 21  | +26.504        | 10        | 6    |
| 11                                                       | 30    | Takaaki Nakagami      | LCR Honda Idemitsu           | Honda   | 21  | +28.521        | 13        | 5    |
| 12                                                       | 88    | Miguel Oliveira       | CryptoDATA RNF MotoGP Team   | Aprilia | 21  | +29.088        | 17        | 4    |
| 13                                                       | 44    | Pol Espargaró         | GasGas Factory Racing Tech3  | KTM     | 21  | +29.728        | 18        | 3    |
| 14                                                       | 43    | Jack Miller           | Red Bull KTM Factory Racing  | KTM     | 21  | +31.324        | 14        | 2    |
| 15                                                       | 6     | Stefan Bradl          | LCR Honda Castrol            | Honda   | 21  | +35.782        | 19        | 1    |
| 16                                                       | 51    | Michele Pirro         | Ducati Lenovo Team           | Ducati  | 21  | +49.242        | 20        |      |
| Ret                                                      | 49    | Fabio Di Giannantonio | Gresini Racing MotoGP        | Ducati  | 19  | Chấn thương    | 11        |      |
| Ret                                                      | 1     | Francesco Bagnaia     | Ducati Lenovo Team           | Ducati  | 13  | Ngã xe         | 3         |      |
| Ret                                                      | 41    | Aleix Espargaró       | Aprilia Racing               | Aprilia | 11  | Điện tử        | 9         |      |
| Ret                                                      | 37    | Augusto Fernández     | GasGas Factory Racing Tech3  | KTM     | 6   | Cơ khí         | 16        |      |
| DNS                                                      | 10    | Luca Marini           | Mooney VR46 Racing Team      | Ducati  |     | Không tham gia |           |      |
| DNS                                                      | 73    | Álex Márquez          | Gresini Racing MotoGP        | Ducati  |     | Không tham gia |           |      |
| Fastest lap: Marco Bezzecchi (Ducati) – 1:45.028 (lap 3) |       |                       |                              |         |     |                |           |      |
| Kết quả chính thức                                       |       |                       |                              |         |     |                |           |      |

- Luca Marini bị chấn thương ở cuộc đua Sprint race nên không tham gia cuộc đua chính.[7]

## Bảng xếp hạng sau chặng đua
|  | Stt | Rider             | Points |
|  | --- | ----------------- | ------ |
|  | 1   | Francesco Bagnaia | 292    |
|  | 2   | Jorge Martín      | 279    |
|  | 3   | Marco Bezzecchi   | 248    |
|  | 4   | Brad Binder       | 192    |
|  | 5   | Aleix Espargaró   | 160    |

|   | Stt | Xưởng đua | Điểm |
| - | --- | --------- | ---- |
|   | 1   | Ducati    | 453  |
|   | 2   | KTM       | 253  |
|   | 3   | Aprilia   | 228  |
| 1 | 4   | Yamaha    | 125  |
| 1 | 5   | Honda     | 123  |

|   | Stt | Đội đua                     | Điểm |
| - | --- | --------------------------- | ---- |
|   | 1   | Prima Pramac Racing         | 436  |
|   | 2   | Mooney VR46 Racing Team     | 383  |
|   | 3   | Ducati Lenovo Team          | 327  |
| 1 | 4   | Red Bull KTM Factory Racing | 301  |
| 1 | 5   | Aprilia Racing              | 298  |